# Савинки (Московская область)
Савинки — деревня в городском округе Лосино-Петровский Московской области России. Население — 66 чел. (2010).

## География
Деревня Савинки расположена на северо-востоке Московской области, в cеверо-восточной части городского округа Лосино-Петровский, у границы с Богородским городским округом, примерно в 26 км к востоку от Московской кольцевой автодороги и 14 км от одноимённой железнодорожной станции города Щёлково, по правому берегу реки Вори бассейна Клязьмы. Расстояние до административного центра - города Лосино-Петровский составляет 4 км.
В 3 км юго-западнее деревни проходит Монинское шоссе Р109, в 3,5 км к северу — Щёлковское шоссе А103, в 8 км к югу — Горьковское шоссе М7, в 10 км к северо-востоку — Московское малое кольцо А107. Ближайшие сельские населённые пункты — деревни Марьино-3, Митянино и Пятково.
В деревне один микрорайон, приписаны два садоводческих товарищества (СНТ) и территория детского оздоровительного городка «Подмосковные зори».

## Население
| 1852 | 1859 | 1869 | 1886 | 1899 | 1926 | 2002 |
| ---- | ---- | ---- | ---- | ---- | ---- | ---- |
| 74   | ↗110 | ↘101 | ↘84  | ↘38  | ↗96  | ↘7   |
| 2006 | 2010 |      |      |      |      |      |
| ↗20  | ↗66  |      |      |      |      |      |

## История
В середине XIX века село Савинское относилось ко 2-му стану Богородского уезда Московской губернии и принадлежало подполковнику Елене Максимовне Вендерн, в селе было 13 дворов, крестьян 39 душ мужского пола и 35 душ женского.
В «Списке населённых мест» 1862 года — владельческое сельцо 2-го стана Богородского уезда Московской губернии по правую сторону Стромынского тракта (из Москвы в Киржач), в 20 верстах от уездного города и 7 верстах от становой квартиры, при реке Воре, с 14 дворами и 110 жителями (56 мужчин, 54 женщины).
По данным на 1869 год — сельцо Осеевской волости 3-го стана Богородского уезда с 14 дворами, 14 деревянными домами и 101 жителем (47 мужчин, 54 женщины), из которых 2 грамотных. Количество земли составляло 117 десятин, в том числе 36 десятин пахотной. Имелось 7 лошадей, 9 единиц рогатого и 1 единица мелкого скота.
В 1913 году — 17 дворов.
По материалам Всесоюзной переписи населения 1926 года — деревня Митянинского сельсовета Щёлковской волости Московского уезда в 7,5 км от Городищенского шоссе и 16 км от станции Щёлково Северной железной дороги, проживало 96 жителей (48 мужчин, 48 женщин), насчитывалось 18 крестьянских хозяйств.
С 1929 года — населённый пункт Московской области в составе:
- Городищенского сельсовета Щёлковского района (1929—1941)[18],
- Корпусовского сельсовета Щёлковского района (1941—1954)[19],
- Осеевского сельсовета Щёлковского района (1954—1959, 1960—1963, 1965—1994)[19][20][21],
- Осеевского сельсовета Балашихинского района (1959—1960)[22][23],
- Осеевского сельсовета Мытищинского укрупнённого сельского района (1963—1965)[24],
- Осеевского сельского округа Щёлковского района (1994—2006)[21],
- городского поселения Свердловский Щёлковского муниципального района (2006 — 2018)[25][26].
- городского округа Лосино-Петровский Московской области (23.05.2018 — н.в.)[27]